# A Natural System of Botany
A Natural System of Botany (abreviado Nat. Syst. Bot.) es un libro ilustrado con descripciones botánicas que fue escrito por el paleontólogo, naturalista y botánico británico John Lindley. Fue publicado en 11 volúmenes en el año 1836.